# Televisão de Moçambique
Televisão de Moçambique, mais conhecida como TVM é uma rede de televisão pública do país de mesmo nome. A Emissora pertence ao Governo de Moçambique com sede na cidade de Maputo e tem delegações em todas província do país, nas respectivas capitais provinciais. A emissora exibe uma programação de 24 horas por dia com exibição de notícias, programas infantis, programas de entretenimento e culturais, telenovelas e séries. 

## História
Começou em 1981 sob o nome de Televisão Experimental de Moçambique com transmissões apenas aos domingos. Aos poucos, os dias de transmissões aumentaram e a emissora foi renomeada para Televisão de Moçambique, a partir de 1991. A emissora também se expandiu para cidades como Beira e Nampula. A partir de 2001 a emissora passou a exibir via satélite para todo o país.
"A Televisão de Moçambique-EP, abreviadamente designada por TVM, é uma realidade para cerca de cinco milhões de Moçambicanos. Perduram ainda na memória dos Moçambicanos as primeiras imagens em movimento produzidas em Moçambique.
Aconteceu em 1979, durante a Feira Internacional de Maputo (FACIM). Tratou-se de uma experiência que permitia aos residentes de Maputo assistir, pela primeira vez, a emissões de televisão produzidas e emitidas em Moçambique, através de uma centena de televisores colocados em diferentes bairros." (Retirado do site oficial da TVM) 

## Programas

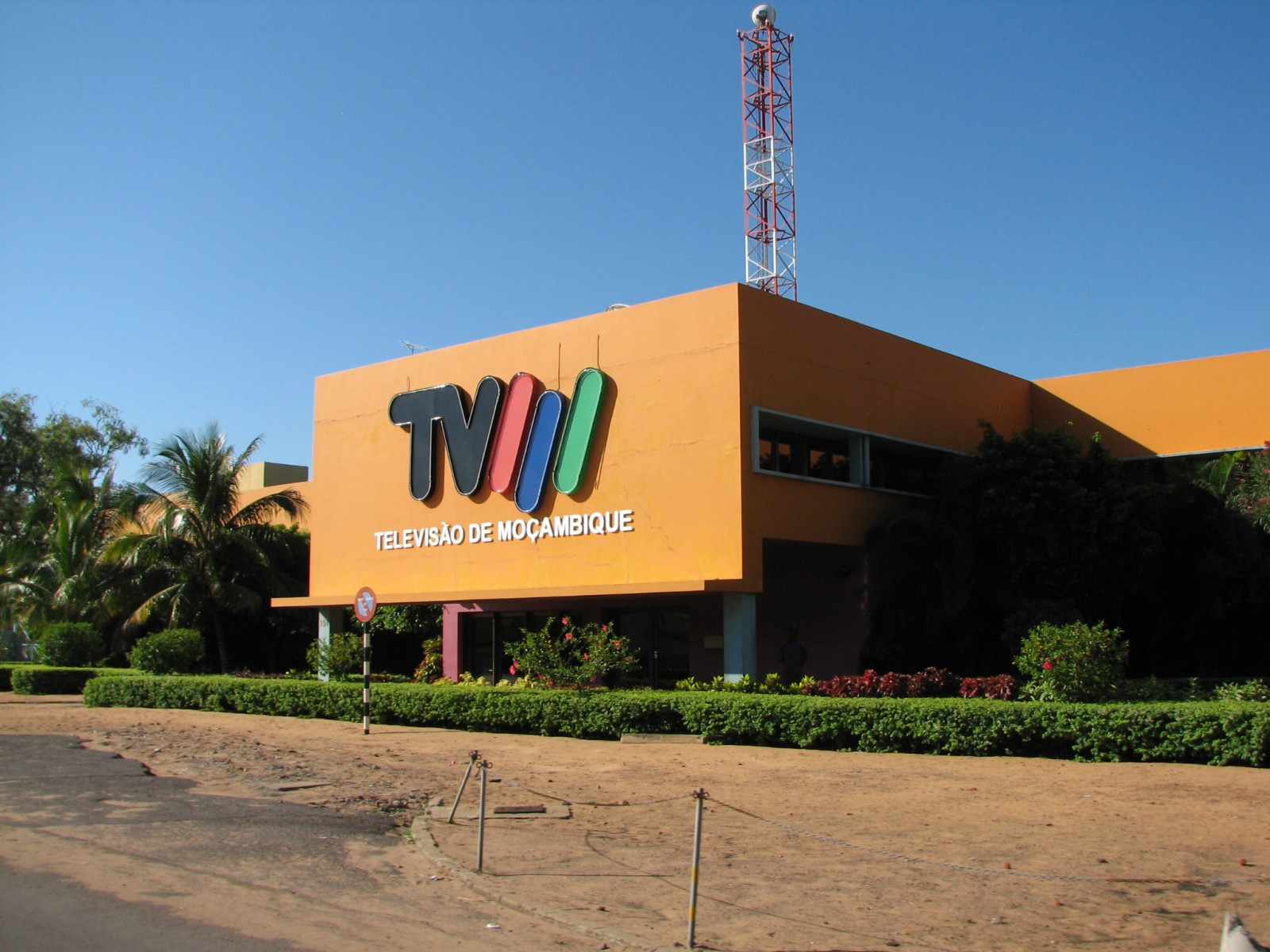
Sede da TVM em Maputo

Jornalismo:
- Bom dia Moçambique
- Notícias (várias vezes ao dia)
- Jornal da Tarde
- Jornal em Línguas Moçambicanas
- Telejornal
- Último Jornal

Entretenimento:
- Ginástica
- A hora do CTP
- Tudo às 10
- Chá da Tarde

## Lista de telenovelas exibidas pela TVM
[carece de fontes?]
| Novela                                           | Exibição original                | Exibição na TVM |
| ------------------------------------------------ | -------------------------------- | --------------- |
| O que a vida me roubou (Lo que la vida me robó)  | Las Estrellas - México (2013-14) | 2014-15         |
| A mal-amada (La malquerida)                      | Las Estrellas - México (2014)    | 2015            |
| A cor da paixão (El color de la pasión)          | Las Estrellas - México (2014)    | 2015            |
| A dama e o Operário (Dama y obrero)              | Telemundo (2013)                 | 2016            |
| Não Creio nos Homens (Yo no creo en los hombres) | Televisa (2014)                  | 2016            |
| Açúcar (Azúcar)                                  | RCN Televisión (2016)            | 2016            |
| Segredos do Paraíso (Secretos del paraiso)       | RCN Televisión (2013)            | 2016            |
| A mulher de Judas (La mujer de Judas)            | TV Azteca - México (2012)        | 2017            |
| Três Vezes Ana                                   | Televisa (2016)                  | 2017            |
| A rainha do flow (La reina del flow)             | Caracol TV - Colômbia (2018)     | 2020            |
| Se nos Deixarem (Si nos dejan)                   | Televisa (2021)                  | 2022            |
| Um Amor Para Sempre (A Love To Last)             | ABS-CBN (2017)                   | 2023            |
| Desde Que Te Encontrei                           | ABS-CBN (2018)                   | 2023            |